# A. W. Tozer
Aiden Wilson Tozer (21 de abril de 1897 - 12 de mayo de 1963) fue un pastor cristiano estadounidense, predicador, escritor, editor de revista y conferenciante bíblico.

## Comienzos
Tozer nació en una pequeña comunidad agrícola en el oeste de La Jose (Pensilvania). Se convirtió al cristianismo siendo adolescente en Akron (Ohio) cuando de camino a casa, al terminar su trabajo de una empresa de neumáticos, escuchó a un predicador en la calle que decía: "Si usted no sabe cómo ser salvado... sólo llame a Dios". Al llegar a su casa, subió al ático y siguió el consejo del predicador.
En 1919, cinco años después de su conversión y sin entrenamiento teológico formal, Tozer aceptó una oferta para ser pastor de una iglesia. Así comenzaron más de 30 años de ministerio asociados a la Alianza Cristiana y Misionera, una denominación evangélica protestante.

## Vida adulta y ministerio
Su primer pastorado fue en una pequeña iglesia en Nutter Fort (Virginia Occidental). Entre 1928 y 1959, Tozer sirvió como pastor en la iglesia "Alianza Southside" en Chicago. Los últimos años de su vida los pasó como pastor de la iglesia "Avenida Church Road" en Toronto (Canadá). 
En 1950 recibió un doctorado honorario en letras por el Wheaton College. En mayo de ese mismo año fue elegido como editor de la revista semanal "Alianza", ahora llamada "Life Alliance", la publicación oficial de la Alianza Cristiana y Misionera, cuyo primer número fue publicado el 3 de junio de 1950.
En 1952 recibió un doctorado LLD por el Houghton College.
Tozer tuvo siete hijos, seis hombres y una mujer.
Fue enterrado en el Cementerio Ellet en Akron (Ohio) con un simple epitafio grabado en su tumba: "A.W. Tozer - Un Hombre de Dios".

## Posturas teológicas
El rasgo diferenciador de su ministerio fue su gran énfasis en lo que él consideraba la decadencia del cristianismo, criticando intensamente ciertas conductas de la iglesia. Al observar la vida cristiana contemporánea consideró que la iglesia estaba alejándose de los preceptos espirituales descritos en la Biblia.
Tozer mantuvo relación con un gran variedad de denominaciones protestantes diferentes a la suya propia, predicando así en congregaciones luteranas, bautistas, presbiterianas, menonitas o pentecostales.
Viviendo un estilo de vida simple y no materialista, él y su esposa, Ada Cecilia Pfautz, nunca tuvieron automóvil, prefiriendo viajar en autobús o tren. Incluso después de convertirse en un autor cristiano muy conocido, Tozer renunció a gran parte de sus derechos de autor y regalías.
La oración era de vital importancia para Tozer. "Su predicación, al igual que sus escritos, no eran más que extensiones de su vida de oración [...] Él tenía la habilidad de hacer que sus oyentes se encontraran ellos mismos a la luz de lo que Dios les estaba diciendo" comenta su biógrafo James L. Snyder en el libro "En la búsqueda de Dios: la vida de A. W. Tozer".
Sus libros incitan al lector a la posibilidad y necesidad de una relación personal más profunda con Dios.

## Obras
Entre los más de 40 libros de su autoría al menos dos son considerados como clásicos cristianos: "La búsqueda de Dios" y "El Conocimiento del Santo".
Libros de A. W. Tozer incluyen los siguientes:
- "Let My People Go"  (1947) - Deja ir a mi pueblo
- "MAN The Dwelling Place of God" (1960) - El Hombre: la morada de Dios.
- "Paths to Power" (1940) - Caminos hacia el poder.
- "The Divine Conquest" (1950) - La conquista divina.
- "The Pursuit of God" (1948) - La búsqueda de Dios.
- "The Knowledge of the Holy" (1961) El Conocimiento del Santo
- "The Root of the Righteous" (1955) - La raíz de los justos

También hay muchas compilaciones de sermones y otros escritos que fueron editados y publicados después de la muerte de Tozer. Aunque los libros se publicaron póstumamente, la autoría se le atribuye a A. W. Tozer. Algunos de los títulos que han sido traducidos al castellano incluyen:
- "Orientando las velas"
- "Fe autentica: Volvamos Al Verdadero Cristianismo" (2011)[2]
- "Lo mejor de A. W. Tozer, Libro 1" (1979) ISBN 0-87509-458-9
- "Lo mejor de A. W. Tozer, Libro 2" (1995) ISBN 0-87509-594-1
- "Cuando Él venga" (1968) ISBN 0-87509-221-7
- "¡Lo llamó herejía!" (1974) ISBN 0-87509-209-8
- "El Conocimiento del Dios Santo" (1978) ISBN 0-06-068412-7
- "En busca de Dios" (1976) ISBN 1-55742-753-4
- "Ese increíble cristiano" (1977) ISBN 0-8423-7025-0
- "Renovado día a día" (1980) ISBN 0-87509-292-6
- "Ecos del Edén: las voces de Dios llamando al hombre" (1981) ISBN 0-87509-227-6
- "¿Qué pasó con la adoración?" (1985) ISBN 0-87509-367-1
- "¿Qué pasó con la adoración?" (1986) ISBN 1-85078-010-2
- "Fe más allá de la razón" (1987) ISBN 1-85078-025-0
- "Jesús, autor de nuestra fe" (1988) ISBN 0-87509-406-6
- "Hombres que conocieron a Dios" (1989) ISBN 1-85078-058-7
- "Ese increíble cristiano" (1989) ISBN 1-85078-064-1
- "El Rey que viene" (1990) ISBN 1-85078-074-9
- "Cristo, el Hijo Eterno" (1991) ISBN 978-1-60066-047-4
- "Hombre: la morada de Dios" (1992) ISBN 0-87509-415-5
- "Viajamos un camino señalado" (1992) ISBN 1-85078-116-8
- "El conocimiento del Dios Santo" (1992) ISBN 0-06-069865-9
- "El conocimiento del Santo: Los atributos de Dios: su significado en la vida cristiana" (1997) ISBN 0-8027-2707-7
- "La Cruz Radical" (2005) ISBN 0-88965-236-8
- "Hitos: una colección de dichos de A. W. Tozer" ISBN 0-89693-583-3
- "Tozer en el Dios Todopoderoso: Un devocional" ISBN 0-87509-972-6
- "La búsqueda de Dios" ISBN 1-60066-015-0
- "Fe más allá de la razón" ISBN 1-60066-033-9